# Roland Hefendehl
Roland Hefendehl (* 4. Januar 1964 in Freiburg im Breisgau) ist ein deutscher Strafrechtler und Kriminologe.

## Leben
Hefendehl studierte Jura in Freiburg und Berlin und legte 1988 in Berlin das erste juristische Staatsexamen ab. Während des Referendariats arbeitete er als wissenschaftlicher Mitarbeiter bei Bernd Schünemann. Im Jahr 1992 legte er sein zweites Staatsexamen ab und arbeitete an der Universität München als Assistent von Schünemann. Im Jahr 1993 wurde er mit dem Thema Vermögensgefährdung und Exspektanzen seiner Dissertation promoviert. 1998 wurde er mit der Habilitationsschrift Kollektive Rechtsgüter im Strafrecht habilitiert. Zwischenzeitlich hielt er Kurse und Vorlesungen an amerikanischen und mexikanischen Universitäten. Hefendehl ist ständiges Mitglied des Arbeitskreises „Rechtliche Alternativen zum Strafrecht“ und Mitherausgeber des Münchener Kommentar zum Strafgesetzbuch. Außerdem beteiligt er sich als Projektpartner an einem auf zehn Jahre angelegten empirischen Sozialtherapie-Projekt für Sexualstraftäter, das vom Sächsischen Justizministerium gefördert wird. 
Seit dem 1. Oktober 2006 ist Hefendehl Professor am Institut für Wirtschaftsstrafrecht und Kriminologie an der Albert-Ludwigs-Universität in Freiburg im Breisgau.
Im November 2008 hielt Hefendehl eine Vorlesung vor Studenten des ersten Fachsemesters, bei der er eine Trainingsjacke mit DDR-Emblem trug. Der RCDS nannte diesen Umstand „skandalös“ und forderte ein Disziplinarverfahren gegen Hefendehl. Fachschaft und Dekanat stellten sich hinter Hefendehl.
Hefendehl erhielt einen Ars legendi-Fakultätenpreis 2015/16.

## Werke (Auswahl)
- Kollektive Rechtsgüter im Strafrecht, 2002
- Empirische und dogmatische Fundamente, kriminalpolitischer Impetus, Symposium für Bernd Schünemann zum 60. Geburtstag, 2005
- Die Rechtsgutstheorie, 2003